# پاین لاون (میزوری)
پاین لاون (به انگلیسی: Pine Lawn) یک شهر در ایالات متحده آمریکا است که در شهرستان سنت لوئیس، میزوری واقع شده‌است. پاین لاون ۱٫۵۸ کیلومتر مربع مساحت و ۳٬۲۷۵ نفر جمعیت دارد و ۱۸۶ متر بالاتر از سطح دریا واقع شده‌است.